# Presencio
Presencio település Spanyolországban, Burgos tartományban.  Lakosainak száma 207 fő (2024).

## Népesség
A település népessége az utóbbi években az alábbiak szerint változott:
| Lakosok száma | 268  | 238  | 234  | 213  | 191  | 204  | 178  | 162  | 190  | 207  |
|               | 2001 | 2004 | 2006 | 2009 | 2011 | 2014 | 2016 | 2019 | 2021 | 2024 |